# Blackburn B. Dovener

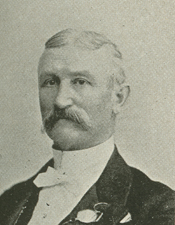
Blackburn B. Dovener

Blackburn Barrett Dovener (* 20. April 1842 in Teays Valley, Cabell County, Virginia; † 9. Mai 1914 in Glen Echo, Maryland) war ein US-amerikanischer Politiker. Zwischen 1895 und 1907 vertrat er den ersten Wahlbezirk des Bundesstaates West Virginia im US-Repräsentantenhaus.

## Werdegang
Blackburn Dovener wurde 1842 in Teays Valley geboren, das damals noch zum Bundesstaat Virginia gehörte und später Teil des 1863 gegründeten Staates West Virginia wurde. Er besuchte die öffentlichen Schulen seiner Heimat und war zwischen 1858 und 1861 selbst als Lehrer tätig. Zu Beginn des Bürgerkrieges stellte er im Alter von 19 Jahren selbst eine Freiwilligenkompanie auf. Dann diente er während des Krieges als Captain einer Infanterieeinheit aus West Virginia auf der Seite der Union. Im Jahr 1867 wurde er Kapitän eines Dampfschiffes auf dem Ohio River. Nach einem Jurastudium und seiner im Jahr 1873 erfolgten Zulassung als Rechtsanwalt begann er in Wheeling in seinem neuen Beruf zu arbeiten.
Dovener war Mitglied der Republikanischen Partei. Zwischen 1883 und 1884 gehörte er dem Repräsentantenhaus von West Virginia an. 1890 kandidierte er erfolglos für den Kongress. Vier Jahre später wurde er im ersten Distrikt von West Virginia in das US-Repräsentantenhaus in Washington gewählt, wo er am 4. März 1895 die Nachfolge des Demokraten John O. Pendleton antrat. Nach fünf Wiederwahlen konnte er bis zum 3. März 1907 sechs Legislaturperioden im Kongress absolvieren. In diese Zeit fiel 1898 der Spanisch-Amerikanische Krieg, in dessen Folge unter anderem die Philippinen in amerikanischen Besitz gelangten. Auch das ehemalige Königreich Hawaiʻi wurde im Jahr 1898 Teil der Vereinigten Staaten.
Für die Wahlen des Jahres 1906 wurde Dovener von seiner Partei nicht erneut nominiert. Nach seinem Ausscheiden aus dem Kongress arbeitete er wieder als Anwalt in Wheeling, ehe er sich in den Ruhestand zurückzog, den er in Glen Echo (Maryland) verbrachte.